# 丹尼尔·派普斯
丹尼尔·派普斯（英語：Daniel Pipes，1949年9月9日—），原美国大学教授、中东问题和外交事务评论家，哈佛大学博士毕业，曾在芝加哥大学、佩珀代因大學和美国海军学院任教，并担任外交政策研究所主任，他对伊斯兰教持批评态度。父亲是历史学家理查德·派普斯。